# Charles Avison
Charles Avison (Tyne, febrero de 1709–Newcastle upon Tyne, 9 o 10 de mayo de 1770) (pronunciación 'ˈeɪvɪsən) fue un compositor inglés durante los períodos Barroco y Clásico. Fue organista de la iglesia de San Juan en Newcastle y en la iglesia de San Nicolás. Es recordado por sus 12 Concerti grossi sobre Domenico Scarlatti y su Essay on Musical Expression, las primeras críticas musicales escritas en inglés.

## Vida
Se desconocen los primeros años de vida de Avison. Se sabe que era hijo de Richard y de Anne Avison, ambos músicos, y que lo bautizaron el 16 de febrero de 1708 /9 en la iglesia de San Juan de Newcastle. Es probable que haya tenido contacto temprano con Ralph Jenison, patrón de los artes, y más adelante miembro del Parlamento. En su juventud viajó a Londres para estudiar con Geminiani. Sin embargo, sus lazos con su ciudad natal seguían siendo fuertes, y el 13 de octubre de 1735 obtuvo el puesto de organista en la iglesia de San Juan de Newcastle. Poco después también se hizo organista en la catedral de San Nicolás. A pesar de haber recibido numerosas ofertas para puestos más prestigiosos durante su vida, nunca volvió a salir de Newcastle.
El 15 de enero de 1737 se casó con Catherine Reynolds, con la que tuvo tres hijos: Jane (1744-1773), Edward (1747-1776) y Charles (1751-1795). Edward y Charles trabajaron como organistas en San Nicolás, y Charles publicó un libro de himnos.
En julio de 1738, fue nombrado director musical de la Sociedad Musical de Newcastle. Colaboró además en conciertos junto con John Garth en Durham, y participó de forma era activa en los teatros locales.
Falleció el 10 de mayo de 1770, siendo enterrado en St. Andrew en Newcastle.

## Discografía
- Café Zimmermann, Concertos in seven parts done from the lessons of Domenico Scarlatti, Alpha, París, 2002. Alpha031.

## Influencia
Avison continuó la tradición italiana del estilo que Geminiani había hecho tan popular en Londres. En sus concerti grossi continuó la técnica de Geminiani de modelar los conciertos de orquesta a partir de sonatas de compositores ya conocidos, como Domenico Scarlatti. En su ensayo denominado Essay on Musical Expression criticó a Händel, que era muy admirado en Inglaterra en esa época.